# Stary Imielin
Stary Imielin – obszar Miejskiego Systemu Informacji dzielnicy Ursynów w Warszawie. W jego granicach znajduje się także Ursynów Zachodni (część miasta).

## Położenie i charakterystyka
Stary Imielin to obszar MSI położony na stołecznym Ursynowie. Obejmuje teren ograniczony przez ulice: Puławską na zachodzie, rtm. Witolda Pileckiego na północy i wschodzie oraz Filipiny Płaskowickiej na południu na odcinku do skrzyżowania z ulicą Rolną. Granica przebiega dalej ulicą Rolną do przejazdu kolejowego, a następnie wzdłuż bocznicy kolejowej Metra Warszawskiego do ulicy Puławskiej. Według państwowego rejestru nazw geograficznych Stary Imielin to część miasta.
Stary Imielin graniczy z obszarami MSI Ursynów Północny, Ursynów-Centrum, Natolin, Pyry i Grabów. Przez obszar przebiegają m.in. droga ekspresowa S2 – zlokalizowano tu węzeł „Ursynów-Zachód”, a także ulice: Filipiny Płaskowickiej, Wilhelma Konrada Roentgena, Indiry Gandhi, Rolna, Bekasów, Makolągwy, Alternatywy i Polskie Drogi. Obejmuje część miasta Ursynów Zachodni.
W centralnej części obszaru MSI położone jest Jezioro Imielińskie, które wraz z przyległymi terenami ma od 2002 roku status użytku ekologicznego. Wypływa z niego Kanał Imieliński. W południowo-zachodniej części obszaru przepływa Kanał Grabowski.
Na Starym Imielinie znajdują się m.in. Narodowy Instytut Onkologii, Instytut Hematologii i Transfuzjologii, Warszawski Szpital Południowy i Centrum Handlowe Ursynów.

## Historia
W przeszłości na terenie objętym obszarem znajdowała się wieś Imielin (lub Jamielino, Imielino) wzmiankowana po raz pierwszy w 1430 roku. W dniu 14 maja 1951 rozporządzeniem Rady Ministrów teren późniejszego Starego Imielina został włączony w granice administracyjne Warszawy wraz z resztą ówczesnej gminy Wilanów.
Od 1974 roku teren wchodził w skład projektowanego pod kierownictwem Marka Budzyńskiego pasma Ursynów-Natolin. W jego ramach wyznaczono m.in. Ursynów Zachodni, którego granice pokrywają się w większości z przyszłym obszarem MSI Stary Imielin. Jego przeznaczeniem planistycznym miały być tereny usługowe, inwestycyjne, przemysłowe, zaplecza, konserwacji i komunikacji całego osiedla, a także obszary o funkcjach ogólnomiejskich. Ursynów Zachodni miał być podzielony na dwie części pasmem zieleni biegnącym od Lasu Kabackiego do Jeziora Imielińskiego: wschodnią z przeznaczeniem na tereny służby zdrowia oraz zachodnią o funkcjach technicznych. Pierwotnie zaplanowano tu stacje obsługi pojazdów, zajezdnię autobusową, piekarnie, magazyny, zakłady produkcyjne i bazy remontowo-konserwacyjne dla nowo powstających osiedli. Poszczególne części obszaru miały być pooddzielane między sobą pasmami wysokiej zieleni. Państwowy rejestr nazw geograficznych uznaje Ursynów Zachodni za odrębną część miasta.
Od marca 1994 roku teren znajduje się w granicach dzielnicy Ursynów. W 1998 roku utworzono tu obszar MSI Imielin, który swoim zasięgiem objął także tereny należące do późniejszego Ursynowa-Centrum. W 2000 wyodrębniono obszar w obecnych jego granicach i nadano mu nazwę Stary Imielin.